# Šlivnjak
Šlivnjak je naselje u Republici Hrvatskoj, u sastavu grada Slunja, Karlovačka županija. 

## Stanovništvo
Prema popisu stanovništva iz 2001. godine, naselje je imalo 45 stanovnika te 22 obiteljskih kućanstava.

Prema popisu stanovništva 2011. godine naselje je imalo 17 stanovnika.
| broj stanovnika | 167   | 432   | 387   | 410   | 380   | 380   | 322   | 382   | 349   | 356   | 340   | 278   | 230   | 140   | 45    | 17    | 12    |
|                 | 1857. | 1869. | 1880. | 1890. | 1900. | 1910. | 1921. | 1931. | 1948. | 1953. | 1961. | 1971. | 1981. | 1991. | 2001. | 2011. | 2021. |